# رانسوم ريقز
رانسوم ريقز (بالإنجليزية: Ransom Riggs) (و. 1979  م) هو كاتب، وكاتب سيناريو، وصحفي، وكاتب للأطفال، ومخرج أفلام أمريكي، ولد في ماريلند.

## التعليم
تعلم في جامعة كاليفورنيا الجنوبية.

## أعمال بارزة
من أهم أعماله:
- منزل الآنسة بيرغرين للأطفال المميزين.

## جوائز
حصل على جوائز منها:
- Grand prix de l'Imaginaire [الإنجليزية]‏.

## وصلات خارجية
- رانسوم ريغز على موقع IMDb (الإنجليزية)
- رانسوم ريغز على موقع ميوزك برينز (الإنجليزية)
- رانسوم ريغز على موقع أول موفي (الإنجليزية)
- رانسوم ريغز على موقع قاعدة بيانات الفيلم (الإنجليزية)
- رانسوم ريغز على موقع كينوبويسك (الروسية)